# 鳢碘泡虫
鳢碘泡虫（学名：Myxobolus ophiocephali）为碘泡科碘泡虫属的动物。在中国，分布于云南等，营寄生生活，寄生在线鳢的背鳍、胸鳍、体表、胆囊。